# Phiale nigra
Phiale nigra är en spindelart som först beskrevs av Banks 1898.  Phiale nigra ingår i släktet Phiale och familjen hoppspindlar. Inga underarter finns listade i Catalogue of Life.